# Christophe Barratier

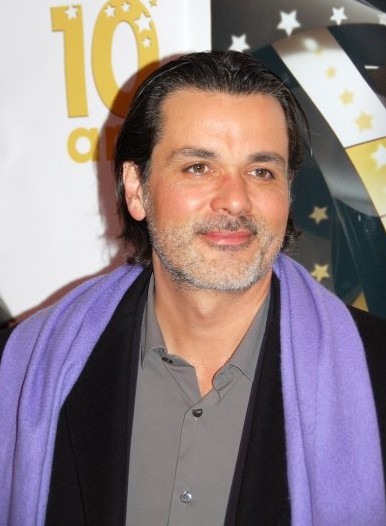
Christophe Barratier 2009

Christophe Barratier (* 17. Juni 1963 in Paris, Frankreich) ist ein französischer Filmproduzent, Regisseur und Drehbuchautor.

## Leben
Christophe Barratier ist Sohn eines französischen Theaterschauspielers und der Schauspielerin und Filmschaffenden Eva Simonet. Als Kind sang Barratier in einem Jungenchor. Später studierte er Gitarre am Pariser Konservatorium, wurde danach allerdings nicht Musiker, sondern stieg bei Galatée Films, der Produktionsfirma seines Onkels Jacques Perrin, ein. Hier wirkte er als Koproduzent unter anderem bei der preisgekrönten Dokumentation Nomaden der Lüfte – Das Geheimnis der Zugvögel und Les Enfants de la lumiére mit. Regie führte er das erste Mal 2002 bei dem Kurzfilm Les Tombales. Im Jahr 2004 folgte dann sein erfolgreiches Debüt als Spielfilmregisseur mit dem Film Die Kinder des Monsieur Mathieu, der u. a. 2005 für den Oscar als bester fremdsprachiger Film nominiert war und allein in Frankreich acht Millionen Menschen in die Kinos lockte.
2017 zeigte Christophe Barratier die Adaption seines Films als Musical für die Bühne der Folies Bergère in Paris. 
Christophe Barratier hat eine Tochter namens Violette, die u. a. auch in einer Nebenrolle in Die Kinder des Monsieur Mathieu agierte.

## Filmografie

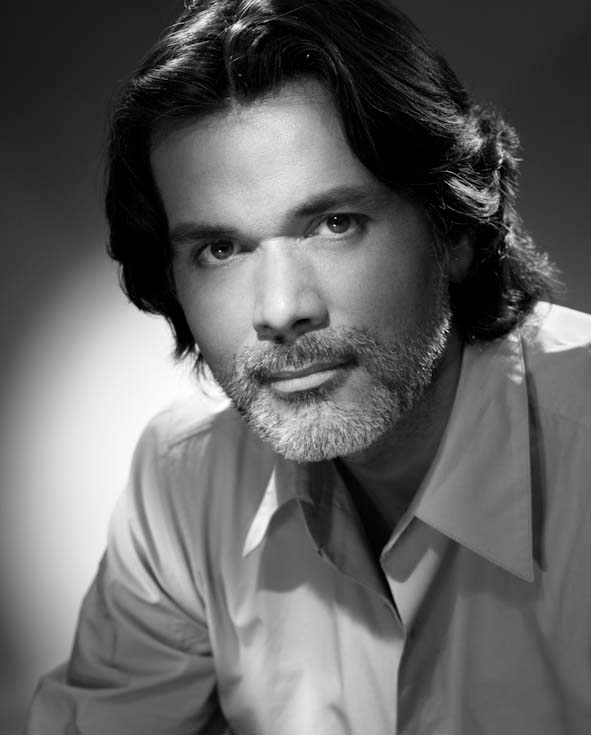
Christophe Barratier 2008

### Regisseur
- 2002: Les Tombales
- 2004: Die Kinder des Monsieur Mathieu (Les Choristes)
- 2008: Paris, Paris – Monsieur Pigoil auf dem Weg zum Glück (Faubourg 36)
- 2011: Krieg der Knöpfe (La nouvelle guerre des boutons)
- 2016: L'Outsider
- 2020: Envole-moi
- 2021: Le Temps des Secrets
- 2023: Comme par magie

### Drehbuchautor
- 2002: Les Tombales
- 2004: Die Kinder des Monsieur Mathieu (Les Choristes)
- 2008: Paris, Paris – Monsieur Pigoil auf dem Weg zum Glück (Faubourg 36)

### Produzent (Auswahl)
- 1996: Mikrokosmos – Das Volk der Gräser (Microcosmos, le peuple de l'herbe)
- 1999: Himalaya – Die Kindheit eines Karawanenführers (Himalaya – l’Enfance d’un chef)
- 2001: Nomaden der Lüfte – Das Geheimnis der Zugvögel (Le Peuple migrateur)
- 2002: Les Ailes de la nature
- 2003: La Vie comme elle va (TV)

## Auszeichnungen (Auswahl)

### Oscar
Oscar
- 2005: nominiert in der Kategorie Fremdsprachiger Film für Die Kinder des Monsieur Mathieu
- 2005: nominiert in der Kategorie Bester Filmsong für den Titel Vois sur ton chemin aus Die Kinder des Monsieur Mathieu

### British Academy Film Award
British Academy Film Award
- 2005: nominiert in den Kategorien Bestes adaptiertes Drehbuch und Bester fremdsprachiger Film für Die Kinder des Monsieur Mathieu

### César
César
- 2005: nominiert in den Kategorien Bester Film, Beste Regie und Bestes Erstlingswerk für Die Kinder des Monsieur Mathieu

### Weitere
Austin Film Festival
- 2004: Publikumspreis für Die Kinder des Monsieur Mathieu

Bangkok International Film Festival
- 2005: Bester Regisseur für Die Kinder des Monsieur Mathieu
- 2005: nominiert in der Kategorie Bester Film für Die Kinder des Monsieur Mathieu

David di Donatello
- 2005: nominiert in der Kategorie Bester europäischer Film für Die Kinder des Monsieur Mathieu

Sant Jordi Awards
- 2005: Publikumspreis für Die Kinder des Monsieur Mathieu

Karlovy Vary International Film Festival
- 2005: Publikumspreis für Die Kinder des Monsieur Mathieu